# Sinotrechiama duboisi
Sinotrechiama duboisi is een keversoort uit de familie van de loopkevers (Carabidae). De wetenschappelijke naam van de soort is voor het eerst geldig gepubliceerd in 2004 door Deuve. De soort komt voor in Mongolië, maar komt ook voor in delen van Zuidoost-Azië.